# See the Light (Less Than Jake)
See the Light is het achtste studioalbum van de Amerikaanse ska-punkband Less Than Jake. Het album werd uitgegeven op 12 november 2013 op cd en lp via Fat Wreck Chords. Er werden twee singles voor het album uitgebracht, namelijk "Do the Math" in 2014 en "American Idle" in 2015. In 2015 werden er 50 stuks van het album heruitgegeven die tijdens de tour in Europa in juli en augustus dat jaar werden verkocht.

## Nummers
1. "Good Enough" - 2:50
2. "My Money is on the Long Shot" - 2:55
3. "Jump" - 3:01
4. "The Loudest Songs" - 2:28
5. "Do the Math" - 3:17
6. "Bless the Cracks" - 3:18
7. "John the Baptist Bones" - 2:30
8. "American Idle" - 3:28
9. "The Troubles" - 2:25
10. "Give Me Something to Believe In" - 2:45
11. "Sunstroke" - 3:09
12. "A Short History Lesson" - 1:50
13. "Weekends All Year Long" - 2:43

## Band
- Chris DeMakes - zang, gitaar
- Roger Manganelli - zang, basgitaar
- Peter Wasilewski - tenorsaxofoon
- Buddy Schaub - trombone
- Vinnie Fiorello - drums